# Шершун Микола Харитонович
Мико́ла Харито́нович Шершу́н (нар. 26 жовтня 1951, с. Злазне, Костопільський район, Рівненська область) — народний депутат України.

## Біографія
Народився в селянській сім'ї; українець; дружина Галина Феодосівна (1952); дочки Оксана (1974) і Ольга (1976); син Сергій (1979).
Освіта: Кременецький лісотехнічний технікум (1974); Львівський лісотехнічний інститут, інженер лісового господарства.
- 1968—1969 — слюсар, Лобвинський лісокомбінат Новолялінського району Свердловської області.
- 1969—1971 — служба в армії.
- 1971—1972 — бракер-десятник Клеванської лісодільниці, 1972—1974 — майстер лісозаготівель Деражнянського лісництва, 1974—1975 — старший майстер лісозаводу Деражнянського лісництва, Клеванський лісгоспзаг Рівненської області.
- 1975—1978 — лісничий, Решуцьке лісництво Клеванського лісгоспзагу.
- 1978—1979 — головний лісничий, Дубнівський лісгоспзаг.
- 1979—1988 — директор Рокитнівського лісгоспзаг.
- 1988—2002 — генеральний директор об'єднання «Рівнеліс».
- 22 березня — 24 грудня 2010 — Голова Державного комітету лісового господарства України[6][7].

Член КПРС до 24 серпня 1991.
1999 — довірена особа кандидата у Президенти України Леоніда Кучми у територіальному виборчому окрузі.
Депутат Рівненської облради (1994–2002).
Народний депутат України 12(1) скликання з березня 1990 (2-й тур) до квітня 1994, Костопільський виборчий округ № 339 Рівненської області. Член Комісії з питань екології та раціонального природокористування. Група «Злагода-Центр». 1-й тур: з'яв. 96.3 %, за 30.8 %. 2-й тур: з'явилось 91.3 %, за 61.6 %. 6 суперників.
1998 — кандидат в народні депутати України від АПУ, № 23 в списку. На час виборів: член АПУ, генеральний директор об'єднання «Рівнеліс».
Народний депутат України 4-го скликання з квітня 2002 по квітень 2006, виборчий округ № 157 Рівненської області, висунутий блоком «За єдину Україну!». За 31.53 %, 11 суперників. На час виборів: генеральний директор Рівненського державного лісогосподарського об'єднання «Рівнеліс», член АПУ. Член фракції «Єдина Україна» (травень — червень 2002), фракції «Аграрники України» (червень — жовтень 2002), фракції АПУ (жовтень 2002 — червень 2004), фракції НАПУ (червень 2004 — березень 2005), фракції НП (з березня 2005); голова підкомітету Комітету з питань екологічної політики, природокористування та ліквідації наслідків Чорнобильської катастрофи (з червня 2002).
2006 — кандидат в народні депутати від Народного блоку Литвина, № 15 в списку.
Народний депутат України 6-го скликання з листопада 2007 по грудень 2012 від Блоку Литвина, № 9 в списку, голова Рівненської обласної організації НП, член НП. Член фракції «Блок Литвина» (з листопада 2007); перший заступник голови Комітету з питань екологічної політики, природокористування та ліквідації наслідків Чорнобильської катастрофи (з грудня 2007).
Кандидат економічних наук. Заслужений працівник сільського господарства України (1992). Орден «За заслуги» III ст. Почесна Грамота Президії ВР УРСР (1988). Почесна грамота КМ України (жовтень 2001).

## Джерело
- Політична Україна сьогодні
- Довідник «Хто є хто в Україні», видавництво «К. І. С.» [Архівовано 25 липня 2020 у Wayback Machine.]